# Kulík říční
Kulík říční (Charadrius dubius) je malý druh bahňáka z čeledi kulíkovitých (Charadriidae).

## Poddruhy
- Charadrius dubius curonicus Gmelin, 1789 – většina Eurasie, severní Afrika.
- Charadrius dubius jerdoni (Legge, 1880) – Indie a jihovýchodní Asie.
- Charadrius dubius dubius Scopoli, 1786 – Filipíny jižně po Novou Guineu a Bismarckovo souostroví.[2]

## Popis

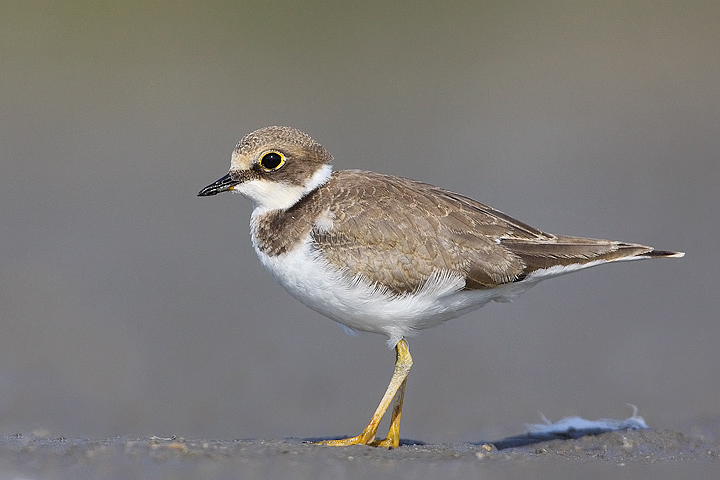
Mladý pták

Dorůstá 14–17 cm, v rozpětí křídel měří 42–48 cm a váží 25–55 g. Dospělí ptáci mají hnědý hřbet a temeno, tmavé letky, světlou spodinu těla a černý pruh na krku a na čele. Výrazný je též žlutý kroužek kolem tmavého oka. Končetiny má růžovo-hnědé a krátký zobák černý. Obě pohlaví se zbarvením nijak neliší, mladí ptáci jsou pak celkově světlejší s vpředu přerušeným pruhem na krku.
V porovnáním s velmi podobným kulíkem písečným (Charadrius hiaticula) je kulík říční o něco menší a štíhlejší. Kulík písečný se dále liší také převážně oranžovým zobákem a výrazným bílým pruhem na křídlech patrným v letu.

### Hlas
Nejčastěji se ozývá klesavým „piu“ nebo svižným „pri“ ( nahrávka s hlasem).

## Rozšíření
Hnízdí téměř v celé Evropě, s výjimkou severních oblastí Skandinávie, Velké Británie a Islandu, dále také v severní Africe a na rozsáhlém území Asie. V rozmezí od listopadu do února táhne na zimoviště do Afriky, konkrétně jak do její severní, tak subsaharské části, včetně pobřeží západní Afriky, Zaire, Tanzanie a Keni. Zpět ve střední Evropě se pak začíná objevovat již v druhé polovině března.
Žije na bahnitých, písečných i štěrkovitých březích mělkých vod (rybníků, jezer, pískoven aj.).
V České republice hnízdí až po 850 m n. m.

## Chování

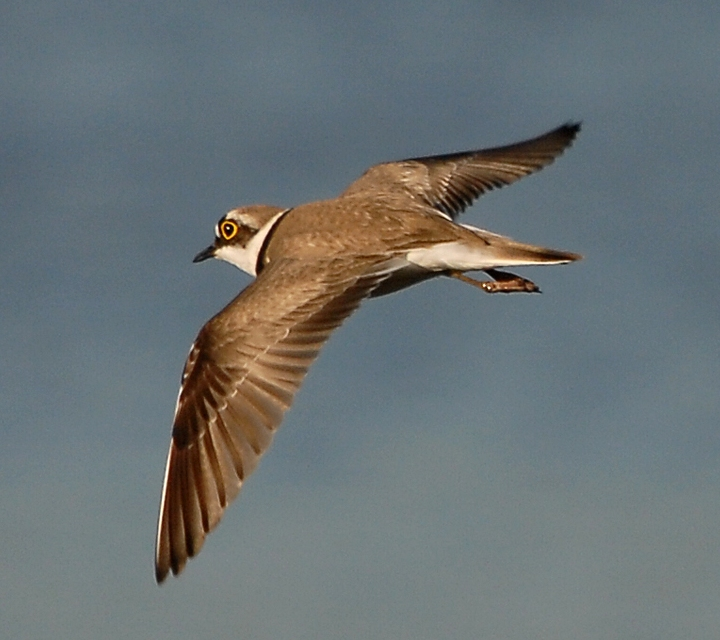
Dospělý pták v letu

Na zemi rychle cupitá, náhle se zastavuje. Let je rychlý, přímý. Během hnízdění je teritoriální. Při tazích, které podniká v noci, se často zdržuje v menších hejnech.

### Hnízdění

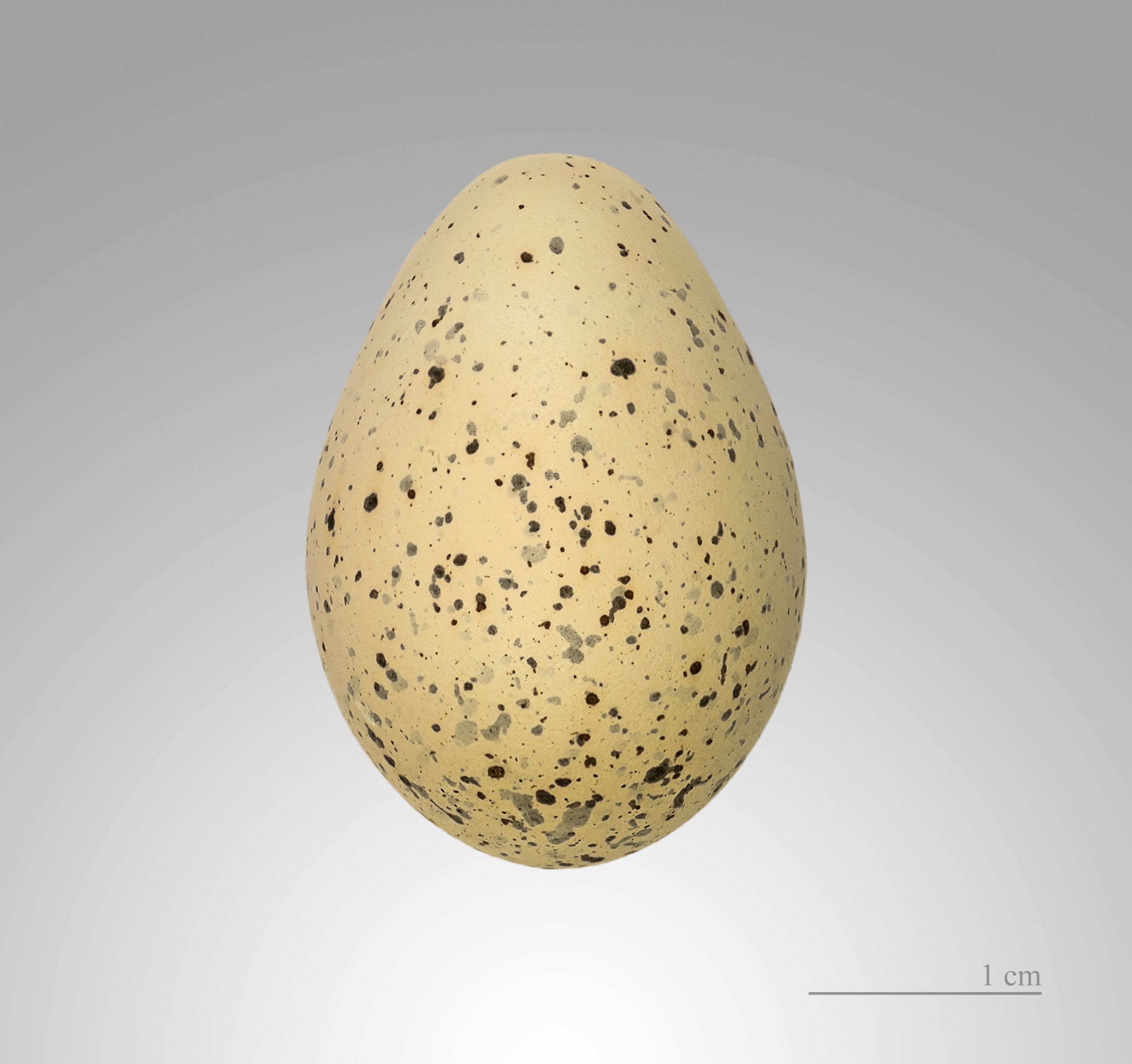
Charadrius dubius

Hnízdí 1× až 2× ročně od dubna do srpna, vždy blízko vody (písčité a kamenité okraje rybníků a řek, pláže, vyschlá dna, štěrkoviště i písečné ostrůvky uprostřed vod). Hnízdo je umístěno v seskupení kamenů a nemá travní ani kořínkovou výstelku. Podklad v malém důlku tvoří vajíčkům kamínky, oblázky. Při stavbě hnízda se samička nakloní dopředu a pod sebou prudce hrabe nohama a hloubí jamku. Zrnka písku, mazlavá země a kamínky vyletují za ni. Při tom se naléhavě i jásavě ozývá. Potom ustoupí vzad a položí se do jamky hrudí. Vrtí opeřenou hrudí, pohybuje jí vpřed a vzad a přizpůsobuje hnízdní kotlinku svým rozměrům. Tento postup několikrát opakuje. Mezi tím sameček neustále pohvizduje, vylétá nad vodu, obloukem se vrací a běhá k samičce.
V jedné snůšce jsou nejčastěji čtyři vejce velikosti 29,8 × 22,2 mm. Jsou nepoměrně velká, hruškovitého tvaru, uložená špičkami k sobě. Jejich zbarvení, které bývá bílé až šedé s drobným tmavým skvrněním, má maskovací účel. Inkubace je 24–25 dnů, na sezení na vejcích se podílejí oba rodiče.
Mláďata jsou nekrmivá, hned po vylíhnutí, resp. jakmile oschnou, opouštějí hnízdo a rodiče je přibližně tři týdny ještě vodí a chrání. Jsou rychlá, obratná, a když hrozí nebezpečí, dovedou se ve správnou chvíli přitisknout pod rostlinu, do trsu trávy nebo přilehnou k písku a dokonale s ním splynou. Vydrží tak do chvíle, než je rodiče přivolají. Při ohrožení mladých také někdy jeden z rodičů předstírá zranění křídla a snaží se predátora odlákat do bezpečné vzdálenosti.
Ve volné přírodě se kulík říční dožívá průměrně čtyř let. Maximální věk kroužkovaného ptáka je 17 let 10 měsíců 19 dní. Každý rok přežívá průměrně 0,55 dospělců.

### Potrava
Kulík říční se živí bezobratlými – žížalami a jinými kroužkovci, pavouky, hmyzem a jeho larvami a měkkýši. Kořist sbírá i z vodní hladiny.

## Početnost
Evropská populace druhu byla na počátku 21. století odhadována na 110–240 tisíc párů. V počtu větším jak 5 000 párů přitom hnízdí na území Ruska (konkrétně v jeho evropské části), Běloruska, Ukrajiny, Francie a Německa. Jen středoevropská populace je pak odhadována na 13 000–19 000 párů, z čehož na území České republice hnízdí 700–1400 párů. Jeho populační trend je na našem území stabilní.